# Edentoliparis terraenovae
Edentoliparis terraenovae is een straalvinnige vissensoort uit de familie van slakdolven (Liparidae). De wetenschappelijke naam van de soort is voor het eerst geldig gepubliceerd in 1916 door Regan.